# Erfoud
Erfoud oder Arfoud (arabisch أرفود, DMG Arfūd; Tarifit ⴰⵔⴼⵓⴷ) ist eine Wüstenstadt mit knapp 30.000 Einwohnern in der Region Drâa-Tafilalet im Osten von Marokko am Rand der Sahara.

## Lage und Klima
Erfoud liegt am Ziz etwa 75 km südlich von Errachidia und etwa 85 km östlich von Tinejdad in einer Höhe von etwa 805 m. Die Stadt wird überragt vom etwa 3 km entfernten Jbel Erfoud (935 m). Beliebtes Ausflugsziel sind die etwa 60 km entfernten Sanddünen von Merzouga. Das Klima ist halbwüstenartig; der spärliche Regen (ca. 80 mm/Jahr) fällt eigentlich nur in den Wintermonaten.

## Bevölkerung
| Jahr      | 1994   | 2004   | 2014   | 2024   |
| Einwohner | 18.563 | 23.637 | 29.279 | 28.912 |

Die Bevölkerung der Stadt ist in der zweiten Hälfte des 20. Jahrhunderts durch Zuwanderung aus den umliegenden Berg- und Wüstenregionen enorm gewachsen. Man spricht normalerweise marokkanisches Arabisch und Tarifit.

## Wirtschaft
Zu Beginn der Kolonialzeit war Erfoud ein kleiner Marktflecken. Die Franzosen stationierten eine Garnison hier. Mehrere Straßen treffen in Erfoud aufeinander und so hat sich die Stadt zu einem Hotel- und Touristenzentrum im Südosten Marokkos entwickelt. Von hier starten viele Fahrten zu den Dünen von Merzouga. Erfoud ist schon seit mehreren Jahrzehnten ein wichtiger Ort für Lederprodukte aller Art („Filala-Leder“). In der Umgebung der Stadt gibt es mehrere Steinbrüche, in denen ein fossilienhaltiger schwarzer Kalkstein abgebaut und bearbeitet wird; die unterschiedlich großen Stücke werden zu mehr oder weniger kunstvollen Objekten geschliffen, die in ganz Marokko angeboten und verkauft werden.

## Geschichte
Erfoud wurde im Jahre 1917 von den Franzosen als Garnisonsstadt weitgehend neu erbaut. Eine wichtige militärische Funktion hat die Stadt aufgrund ihrer Grenznähe zu Algerien immer noch.

## Ortsbild

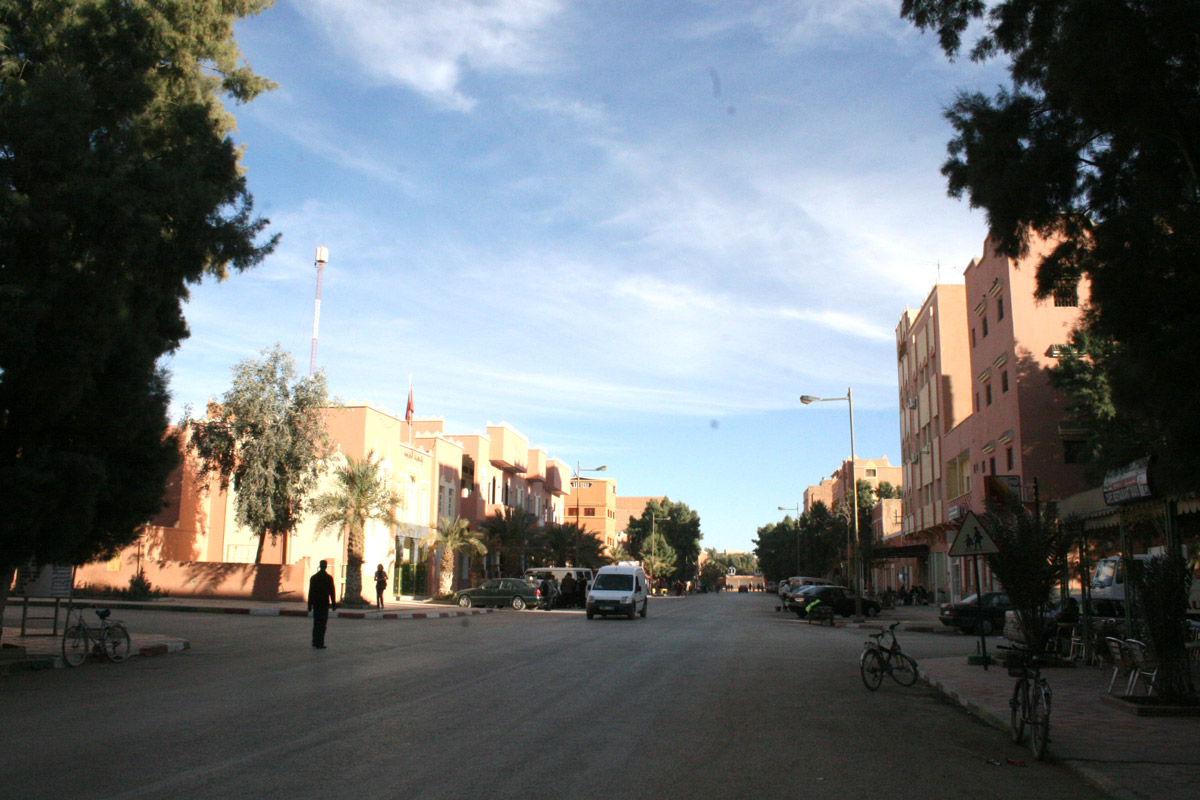
Straße in Erfoud

Die Straßen der Stadt sind von den französischen Stadtplanern vollkommen rechtwinklig angeordnet worden. Die Reihen der aus Hohlblocksteinen errichteten neuen Häuserblocks machen einen eher tristen Eindruck, doch hat man sich mit der Bepflanzung der Straßenränder mehr Mühe als andernorts in Marokko gegeben; viele Bäume sind jedoch infolge des Wassermangels abgestorben und bereits gefällt. Zentrum der Stadt ist die arkadengesäumte große Place des Forces Armées Royales mit einer Vielzahl von kleinen Geschäften und Werkstätten.

## Filme
Erfoud ist – in Konkurrenz zu den Atlas-Studios bei Ouarzazate – bei Filmproduktionen als Kulissenstadt sehr beliebt geworden und so wurden in der (halb)wüstenartigen Umgebung Szenen der Filme wie Marschier oder stirb, Die Mumie, Prince of Persia: Der Sand der Zeit oder James Bond 007: Spectre gedreht. Außerdem wurde hier für ProSieben der deutsche Fernsehfilm Gefangen im Jemen, mit Peter Maffay in der Hauptrolle, gedreht.

## Fossilien
Erfoud liegt an der Ktaoua-Formation, die reich ist an etwa 350 bis 480 Millionen Jahre alten Fossilien, besonders an Trilobiten, Orthoceren und Goniatiten. Sehr häufig wird der Trilobit Flexicalymene ouzregui in den meist schon vor Ort zugeschliffenen Gesteinsbrocken gefunden und an internationale Gesteinshändler oder Touristen verkauft.

## Feste
Alljährlich im Oktober fand das Dattelfest statt, das aber wegen schlechter Ernten aufgrund nachlassender Niederschläge und des sinkenden Grundwasserspiegels in den letzten Jahren häufig ausfiel. Seit dem Jahr 2010 nennt sich die Veranstaltung Salon international des Dattes.

## Umgebung

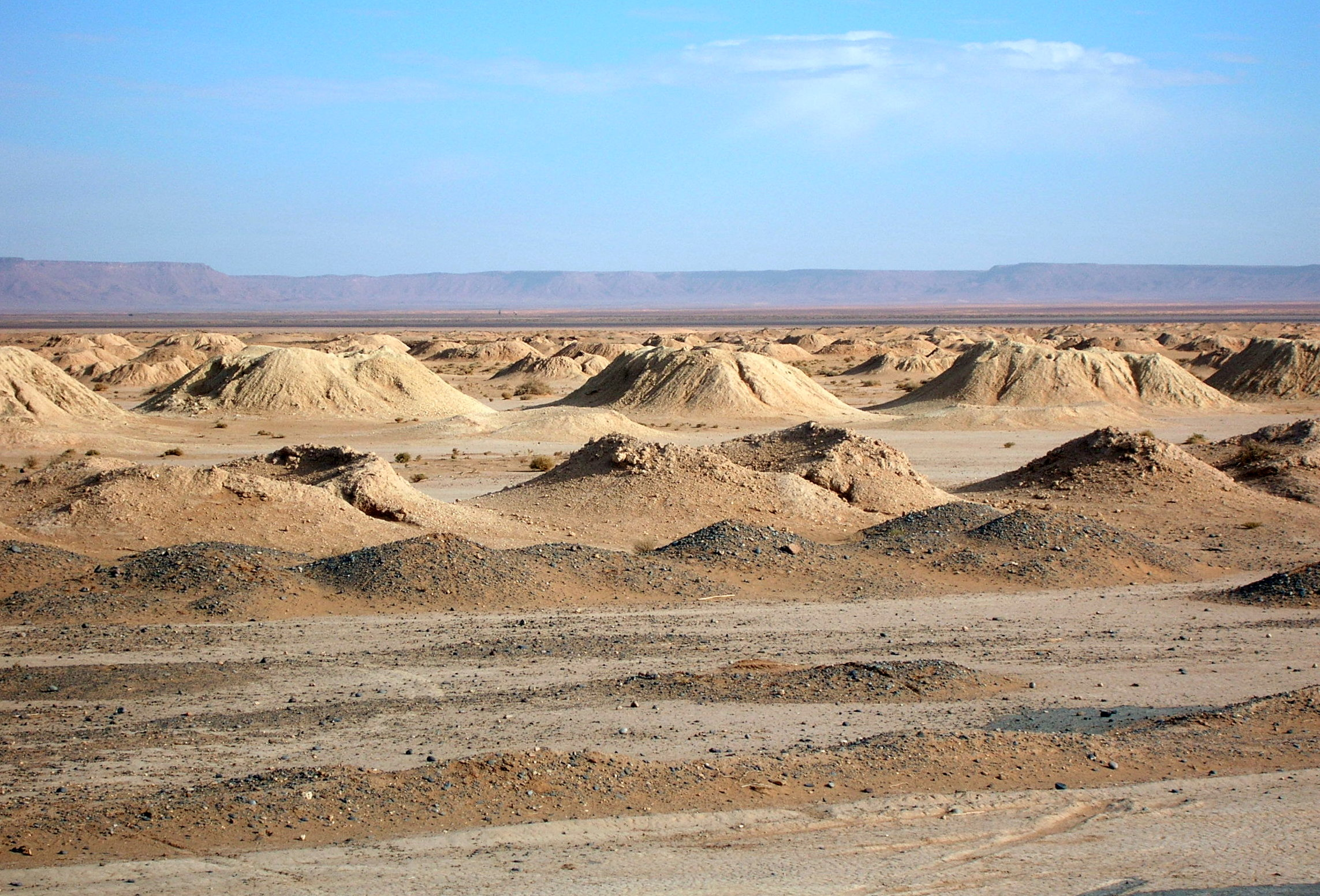
Khettaras bei Erfoud

Von Erfoud aus sind verschiedene Touren möglich: z. B. Ausflüge ins Tafilalet mit seinen Oasen und Wohnbauten aus Lehm, nach Rissani und zu den Sanddünen des Erg Chebbi bei Merzouga, zur Straße der Kasbahs oder aber in die Bergwelt des Mittleren Atlas. Zwischen Tinejdad und Erfoud finden sich häufig entlang der Straße Reihen von Erdhügeln, die auf unterirdisch verlaufende Wasserkanäle (khettaras oder foggaras) verweisen; sie entstehen durch Aufschütten des Erdaushubs bei den oft jährlich notwendigen Instandhaltungs- und Pflegearbeiten.